# Dittwarer See
Der Dittwarer See wurde 1978 in Dittwar, einem Stadtteil von Tauberbischofsheim, als Naherholungsgebiet angelegt. 

## Lage
Der Dittwarer See liegt im Muckbachtal, das von Heckfeld in Richtung Dittwar führt. Der See wird unter anderem durch den Muckbach mit Wasser gespeist. Das dem See entfließende Wasser gelangt über den Muckback am Bahnhof Dittwar von rechts in den Brehmbach, bevor dieser wiederum bei Tauberbischofsheim von links in die Tauber mündet.

## Nutzung
Er wird hauptsächlich durch den Sportfischerverein Dittwar zum Zwecke des Sportfischens genutzt.

## Geschichte

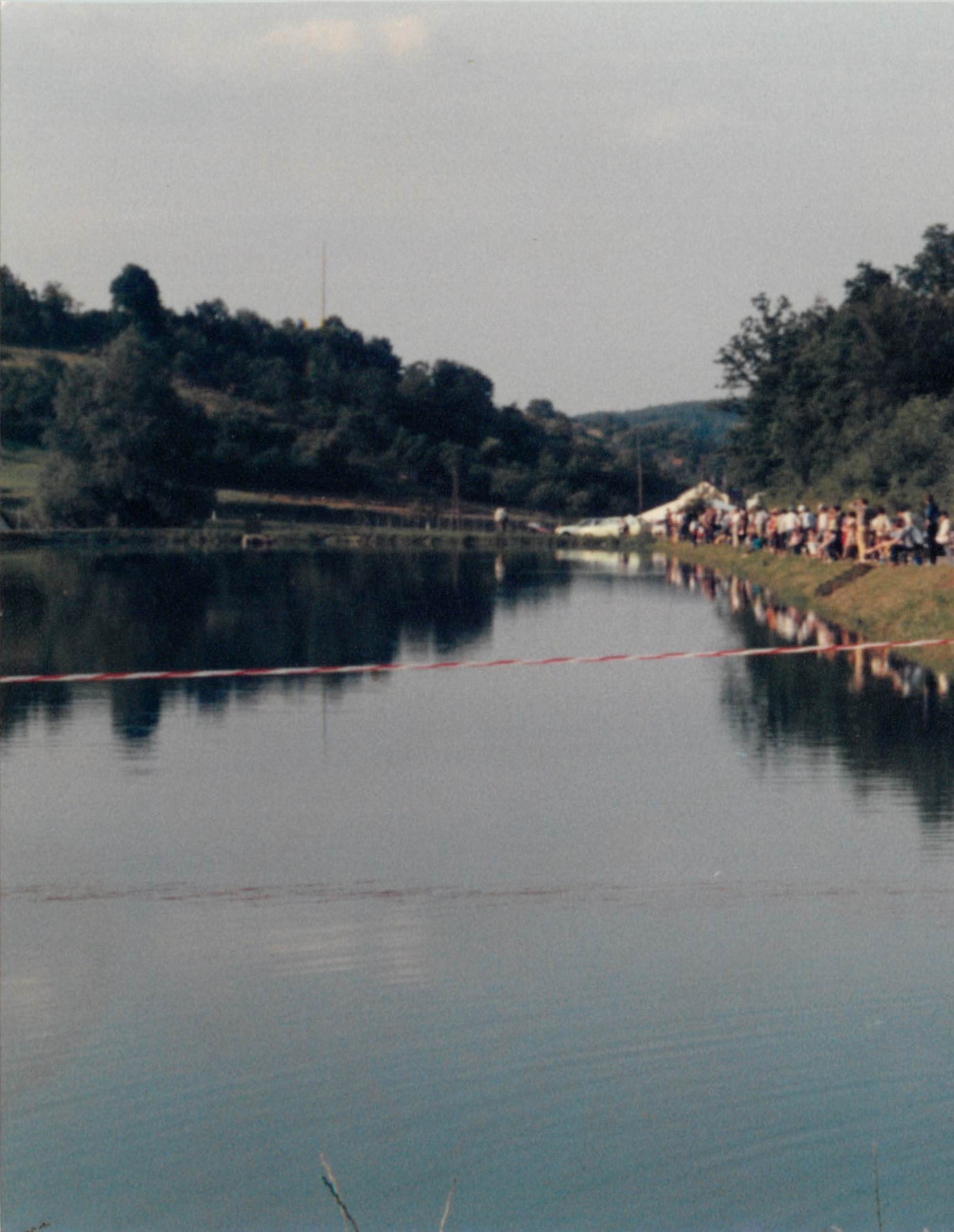
Der Dittwarer See bei einem Seefest (1985)

Der Dittwarer See wurde im Jahre 1978 durch den Sportfischerverein Dittwar angelegt.
Am Fronleichnamstag, dem 21. Juni 1984 führte Starkregen zu einer Hochwasserkatastrophe, die auch den Muckbach, der den See mit Wasser speist, betraf. Dittwar und umliegende Gemeinden waren betroffen. Es entstand ein Schaden in hoher zweistelliger Millionenhöhe.
In den 1980er und 1990er Jahren wurde das Dittwarer Seefest veranstaltet.